# La guerra de los Simpson
«La guerra de los Simpson», llamado «The War of the Simpsons» en la versión original, es un capítulo perteneciente a la segunda temporada de la serie animada Los Simpson, emitido originalmente el 2 de mayo de 1991. El episodio fue escrito por John Swartzwelder y dirigido por Mark Kirkland.

## Sinopsis
En una fiesta organizada por Marge y Homer, este último se emborracha, y se humilla a sí mismo ofendiendo a Maude Flanders, echándose encima de extraños, y destruyendo los muebles. 
Al día siguiente, en la iglesia, Marge se anota para unas clases de consejos matrimoniales que el Reverendo Lovejoy daría durante el fin de semana. Homer se entera de que esas clases se llevarán a cabo en un lago donde hay peces y prepara su equipo para pescar, pese a que Marge le dice que irán a resolver sus diferencias. En camino al retiro, Homer se detiene a en una tienda de carnada, y descubre sobre el General Sherman, un legendario siluro.
En casa, el abuelo cuida de Bart y Lisa, quienes engañan a su abuelo en permitirles hacer su propia fiesta. En el lago a la mañana siguiente, Homer intenta huir a pescar, pero Marge se despierta. Le molesta que Homer pudiera preferir la pesca a su matrimonio, lo que Homer no logra entender ya que visualiza a Marge transformándose en un siluro. Homer va a caminar en lugar de volver a la cama. En un muelle, él encuentra una caña de pescar abandonada, la cual tiene al General Sherman. El pez tira a Homer hacia un bote y posteriormente lo arrastra al lago. Desde la ventana de la cabina, Marge ve a Homer pelear contra el General Sherman y se frustra. 
En casa, la fiesta de Bart y Lisa termina y la casa es un desastre total. Al ver al abuelo llorar, Bart siente cargo de conciencia y los niños limpian la casa por él.
Marge atiende a las clases sola mientras que Homer triunfantemente rema con el General Sherman. Cuando él regresa, Marge le dice que su matrimonio está en serio peligro si él valora más la pesca que a ella. Para demostrar su amor por ella, Homer deja que el pez (aún vivo, pero sin que Homer lo supiera) se vaya y vuelven a casa. 
Al llegar, Marge felicita al abuelo por lo limpia que está la casa, a lo cual revela que su secreto es «pretender que llora». Mientras el abuelo se marcha, Bart jura no volver a confiar en un anciano nunca más. 
Mientras tanto en el lago, el General Sherman sigue sin ser capturado, pero en la tienda de carnada, se relata la historia del intento de Homer en atraparlo de una forma mitológica.

## Producción
El episodio fue escrito por John Swartzwelder, y fue el último episodio que Mark Kirland dirigió durante su primer año en la serie. Kirkland y su equipo de animación eran relativamente nuevos para la industria cuando empezaron a trabajar en la serie y para hacer la animación de este episodio la mejor que han hecho, ellos incorporaron todas las técnicas que aprendieron durante su primer año en ella. Kirkland dijo que animar a Homer borracho era un desafío para él ya que tenía que analizar como la gente se comportaba cuando se intoxicaba con alcohol. Él dijo sobre la animación: "Yo cambié los ojos de Homer abiertos y cerrados, ya que no están en sincronización. Y por supuesto, Homer no puede mantener su balance y por eso está cambiando una y otra vez." Kirkland fue criado en Nueva York en un ambiente similar a aquel donde el retiro matrimonial se llevó a cabo. De hecho disfrutaba dibujar y ver el escenario para el episodio, y la tienda de carnada se inspiró en las tiendas de carnada que visitaba mientras crecía. Snake Jailbird, el delincuente residencial de Springfield y reincidente, apareció por primera vez en la serie en este episodio, aunque no tendría nombre oficial hasta el episodio "Black Widower" de la tercera temporada. Aparece en la fiesta de Bart y Lisa. Una mujer llamada Gloria, quién busca consejo matrimonial, fue interpretada por Julie Kavner. Es una de las pocas instancias en la historia del programa que Kavner interpretara otro personaje aparte de Marge y sus parientes. El pelo de Gloria se inspiró en el de Susie Dietter, directora asistente de Kirkland.
El escritor de Los Simpson Mike Reiss, dijo en el audiocomentario del DVD del episodio que si bien éste estaba "lleno de momentos graciosos", no causó "nada más que problemas" al personal de la serie. Uno de los problemas fue que después de que Swartzwelder había escrito el episodio, un escritor no solicitado envío al personal un libreto que contenía una historia virtualmente idéntica. Para evitar una demanda, el personal le pagó US$3000 y siguió adelante con el episodio. El material removido del episodio incluía muchas parejas quienes supuestamente estaban en el retiro matrimonial en lugar de la familia Flanders, como el Sr. Burns y una novia por correspondencia, y la Srta. Krabappel intentando reunirse con su extrañado marido Ken Krabappel. Reiss dijo que la escena salió "horriblemente mal", y parecía como si la novia por correspondencia del Sr. Burns fuera una prostituta. Se suponía que el personaje de Ken Krabappel iba a estar inspirado en el cantante Dean Martin, pero terminó con un acento sureño que lo hizo sonar como un palurdo. La escena en su totalidad fue reescrita con ayuda del productor James L. Brooks y fue completada después de algunas horas. Una escena en la cual Moe le pidió al Dr. Hibbert que curara sus fecas descoloridas también fue removida durante una primera revisión tras una queja de Brooks. El creador de la serie Matt Groening expresó posteriormente una objeción al final, el cual muestra al General Sherman saltando en el agua y dando un guiño a la cámara, creyendo que es demasiado caricaturesco.